# Jimmy Bulus
Jimmy Bulus (ur. 22 października 1986 w Kadunie) – piłkarz nigerski grający na pozycji prawego obrońcy.

## Kariera klubowa
Bulus jest wychowankiem klubu JS du Ténéré ze stolicy Nigru, Niamey. W sezonie 2003/2004 zadebiutował w pierwszej lidze nigerskiej.
Na początku 2005 roku Bulus odszedł do burkińskiego ASFA Yennenga. W 2006 roku wywalczył z tym klubem mistrzostwo Burkina Faso.
Latem 2007 Bulus trafił do algierskiego NA Hussein Dey. Po dwóch latach gry w nim wrócił do Nigru i występował w AS FAN. W 2010 roku wywalczył z nim dublet - mistrzostwo i puchar kraju. W 2011 roku Bulus ponownie został zawodnikiem NA Hussein Dey. Następnie grał ponownie w ASFA Yennenga, omańskim Dhofarze Salala i US GN.

## Kariera reprezentacyjna
W reprezentacji Nigru Bulus zadebiutował 14 listopada 2003 roku w przegranym 0:6 meczu eliminacji do MŚ 2006 z Algierią, rozegranym w Algierze. W 2012 roku został powołany do kadry na Puchar Narodów Afryki 2012. Wystąpił w nim trzykrotnie w meczach grupowych z: Gabonem (0:2), z Tunezją (1:2) i z Marokiem (0:1). Do 2012 roku rozegrał w niej 8 meczów.